# Francisco Elías Burgos
Francisco Elías Burgos (Madrid, 18 de julio de 1816-Madrid, 19 de octubre de 1848) fue un escultor español.

## Biografía
Nació en Madrid, hijo del también escultor Francisco Elías Vallejo. Se formó en la Real Academia de San Fernando, de la que el 20 de septiembre de 1840 sería designado individuo de mérito.
Fue autor de diversas obras: un grupo en relieve que representaba La muerte de Epaminondas, un retrato en busto de su padre, un grupo de Caín dando muerte a Abel, un bajorrelieve representando a Príamo a los pies de Aquiles, pidiéndole el cadáver de Héctor, así como otros trabajos que fueron a parar a manos de particulares.
Falleció en Madrid el 19 de octubre de 1848.